# Червова, Екатерина Владимировна
Екатери́на Влади́мировна Черво́ва (род. 23 июля 2014, Москва) — российская актриса кино и телевидения, ставшая известной благодаря роли Элли в фильме «Волшебник Изумрудного города. Дорога из жёлтого кирпича».

## Биография
Екатерина Червова родилась 23 июля 2014 года в Москве в семье бывшего хоккеиста Владимира Червова. 
Её первой главной ролью в кино стала роль Элли в фэнтезийном фильме «Волшебник Изумрудного города. Дорога из жёлтого кирпича». После выхода на экраны фильм получил неоднозначные отзывы в прессе и среди зрителей. В рецензии «КГ-Портал» отметили, что игра Екатерины Червовой «тоже вызывает куда меньше вопросов, чем кому-то могло показаться по трейлерам. Это обычная современная девочка — где-то радуется, где-то грустит, где-то немножко истерит, где-то вполне убедительно стыдится своих некрасивых поступков». Первая главная роль в кино принесла юной актрисе известность и она была утверждена на одну из главных ролей в комедийном сериале «Одни дома». 
Позже она присоединилась к съёмкам второй части франшизы «Волшебник Изумрудного города. Злая Ведьма», выход которого намечен на январь 2027 года.

## Фильмография
| Год  |   | Название                                                | Роль                |
| ---- | - | ------------------------------------------------------- | ------------------- |
| 2020 | с | След                                                    | Элла (2433-я серия) |
| 2021 | с | Перекати-поле                                           | Лиза                |
| 2022 | с | Поворот на счастье                                      | Милана              |
| 2025 | ф | Волшебник Изумрудного города. Дорога из жёлтого кирпича | Элли                |
| 2025 | ф | Поле чудес                                              | Соня                |
| 2025 | с | Одни дома                                               | неизвестно          |
| TBA  | ф | Волшебник Изумрудного города. Злая Ведьма               | Элли                |